# Wjatscheslaw Dmitrijewitsch Zwetajew

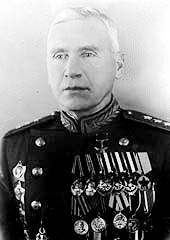
Wjatscheslaw Dmitrijewitsch Zwetajew

Wjatscheslaw Dmitrijewitsch Zwetajew (russisch Вячеслав Дмитриевич Цветаев; * 5. Januarjul. / 17. Januar 1893greg. in Maloarchangelsk; † 11. August 1950 in Moskau) war ein sowjetischer Generaloberst (1943), Armeebefehlshaber im Zweiten Weltkrieg und Held der Sowjetunion (4. Juni 1945; Verleihungsnummer 7416).

## Leben
Wjatscheslaw Dmitrijewitsch wurde am 17. Januar 1893 in der heutigen Region Orjol, in der Familie eines Eisenbahnarbeiters geboren. Bis 1910 absolvierte er die Realschule, dann studierte er bis 1914 an der Technischen Sekundarschule in Tula.
Ab Oktober 1914 diente er in der russischen Armee und im 203. Infanterie-Reserve-Bataillon von Orjol eingetragen. Im Mai 1916 absolvierte er die Schule für Unteroffiziere in Tiflis und wurde dann zum Kompanieführer im separaten Infanteriebataillon von Jekaterinograd ernannt. Seit August 1916 diente er an der kaukasischen Front, wohin sein Bataillon verlegt wurde, und wurde am 6. Dezember 1916 zum Leutnant ernannt. Nach der Februarrevolution von 1917 diente er als Adjutant in der Ingenieurs-Abteilung des kaukasischen 6. Armeekorps und wurde dann Bataillonskommandeur. Nach der Oktoberrevolution wurde er im Januar 1918 demobilisiert und ließ sich in Moskau nieder, wo er im Maschinenbauwerk Preschnenski arbeitete.

### In der Roten Armee
Im Mai 1918 trat er als Freiwilliger in die Rote Armee ein. Er wurde zum Kompaniechef des 4. Moskauer Sowjetregiments ernannt, mit dem er bald an die Fronten des Bürgerkriegs aufbrach. In den ersten beiden Kriegsjahren kämpfte er an der Nordfront in der Nähe von Archangelsk. Ab August 1918 befehligte er eine eigene Kompanie und ein eigenes Bataillon. Seit November 1918 war er Kommandeur des Pechersker Schützenregiments. Im Januar 1919 befehligte er während der Schenkur-Operation eine Partisanengruppe bei der Nordfront, die hinter feindlichen Linien operierte. Ab April 1919 – Befehlshaber der Streitkräfte der Region Kaj-Tscherdjnski und ab Juli desselben Jahres – Befehlshaber der Truppen der Region Pinega-Peschora an der Nordfront. Im August 1919 wurde die 54. Schützendivision an der Nordfront gebildet und Tzwetajew wurde im Dezember zum Kommandeur ernannt. 1919 kämpfte seine Division als Teil der 6. Roten Armee an der nördlichen Düna und Pinega, von Januar bis Februar 1920 nahm sie an der Befreiung von Cholmogory und Archangelsk teil, im April 1920 wurde sie an die 7. Armee übergeben und kämpfte gegen die finnische Armee zwischen Ladoga- und Onega-See. Im Juni 1920 wurde die Division an die 15. Armee der Westfront übergeben und nahm am sowjetisch-polnischen Krieg teil. Im August 1920 wurde die Division während einer Gegenoffensive polnischer Truppen an die Grenzen Ostpreußens zurückgedrängt und dort interniert. Er vernichtete seine kommunistische Parteikarte nach Androhung einer fortwährenden Gefangenschaft. Nach geglückter Rückkehr im Jahr 1921 wurde Tzwetajew zum Kommandeur der 204. separaten Brigade im Militärbezirk Petrograd ernannt und 1922 absolvierte er die militärisch-akademischen Kurse des Kommandostabes der Roten Armee. Im August 1922 wurde er zum stellvertretenden Kommandeur der 10. Schützendivision des Militärbezirks Petrograd ernannt. Im November 1922 wurde er Kommandeur der 56. (Moskauer) Schützendivision des Militärbezirks Petrograd (ab 1924 Leningrader Militärbezirk). Im November 1926 wurde er als Kommandeur der 3. turkestanischen Schützendivision in den zentralasiatischen Militärbezirk versetzt. Im Jahr 1927 absolvierte er Fortbildungskurse für höheres Kommandeure an der Frunse-Militärakademie. Im November 1929 wurde er zum Kommandeur der 2. turkestanischen Schützendivision ernannt und nahm die folgenden Jahre an den Kämpfen mit den Basmatschi in Südturkestan teil. Seit 1931 arbeitete er als Dozent an der Abteilung für Allgemeine Taktik an der Frunse-Militärakademie.
Am 5. Dezember 1935 erfolgte seine Ernennung zum Brigadekommandeur und im Februar 1937 wurde er zum Kommandeur der 57. Ural-Schützendivision im Militärbezirk Transbaikal ernannt. Am 5. Juli 1938 wurde er von Mitarbeitern der Sonderabteilung des Transbaikalischen Militärbezirks verhaftet, die ihm „Spionageaktivitäten“ für das Deutsche Reich vorwarfen. Er wurde im Gefängnis von Chita eingesperrt und am 15. Juli beschuldigt, Verrat nach Art. 58-1 b des Strafgesetzbuches der RSFSR begannen zu haben. Am 30. April 1939 gestand er nach längeren Folterungen, dass er ein deutscher Agent sowie ein Mitglied der Trotzkisten-Organisation sei, der 1937 durch den Kommandanten des Transbaikalien Militärbezirk I. K. Grjasnow rekrutiert worden war.
Nach einiger Zeit zog er sein Geständnis aber wieder zurück und bekannte sich als nicht schuldig. Anfang September 1939 wurde auf Beschluss der Sonderabteilung des NKWD die Anklage gegen ihn mangels Beweisen fallen gelassen und am 9. September 1939 wurde er wieder freigelassen. Am Tag nach seiner Freilassung wandte er sich an die Führung des Volksverteidigungskommissariats der UdSSR mit der Forderung, ihn wieder in die Rote Armee aufzunehmen. Er wurde vollständig rehabilitiert und am 6. April 1940 zum Generalleutnant ernannt. Ab Januar 1941 war er Lehrer der Abteilung für allgemeine Taktik an der Frunse-Militärakademie.

### Im Zweiten Weltkrieg

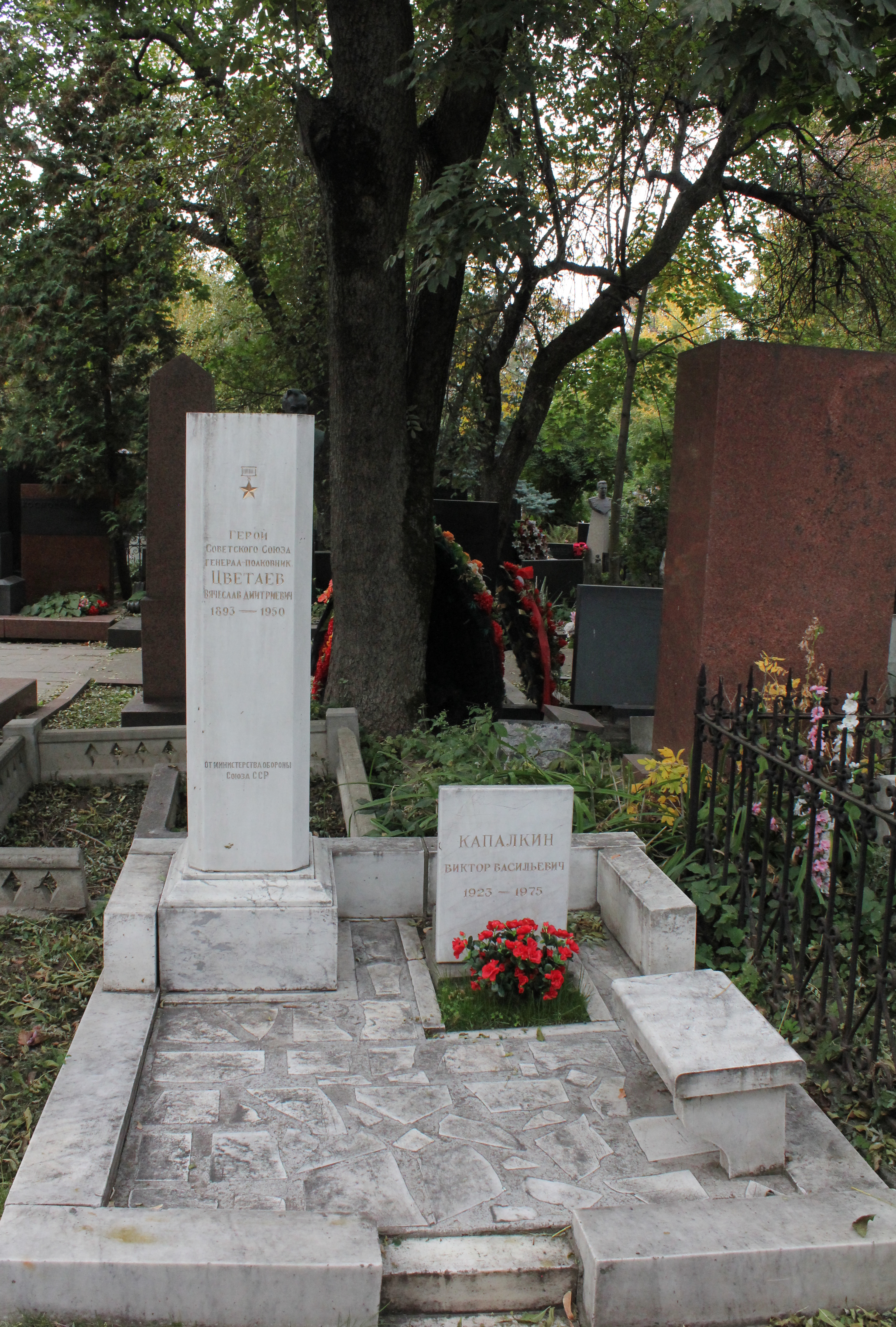
Grabstätte Zwetajews, Moskau

Im Juli 1941 wurde Generalleutnant Tzwetajew zum Kommandeur einer Operativen Gruppe der 7. Armee an der Nordfront ernannt, welche gegen die finnischen Truppen in Karelien eingesetzt wurde. In der ersten Hälfte des Jahres 1942 war er Stellvertretender Befehlshaber der 4. Armee an der Wolchow-Front. Im Juli 1942 wurde er Kommandeur der 10. Reservearmee. Am 6. Dezember 1942 wurde er zum stellvertretenden Befehlshaber und am 26. Dezember 1942 zum Befehlshaber der 5. Stoßarmee ernannt. Unter seinem Kommando kämpfte die Armee an der südlichen Ostfront im Verband der Stalingrader Front, der Südwest- und Südfront.
Am 18. September 1943 wurde er zum Generaloberst ernannt. Seine Truppen nahmen bei der 4. und 3. Ukrainischen Front an der Offensive im Donbass, an der Melitopoler Operation, bei der Nikopol-Kriwoi Roger, Beresnegowatoje-Snigirjower und Odessaer Operation teil. Von Mai bis September 1944 fungierte er als Stellvertretender Befehlshaber der 1. Weißrussischen Front. Anfang September 1944 wurde er Kommandeur der sich in der Stawka-Reserve befindlichen 6. Armee.
Ende September 1944 bis zum Kriegsende im Mai 1945 hatte er den Oberbefehl über die 33. Armee, die im Rahmen der 1. Weißrussischen Front operierte und an der Weichsel-Oder und Berliner Operation teilnahm. Die 33. Armee bewährten sich im Januar 1945 an der Weichsel, seine Divisionen durchbrachen dabei die deutsche Verteidigung im Pulawy-Brückenkopf und verfolgten den Gegner zusammen mit der 69. Armee zwischen Radom und Tomaszów Mazowiecki. Dann startete die 33. Armee eine Offensive nach Westen, durchquerte das zentrale Polen und erreichte die Oder. Seine Truppen bildeten einen Brückenkopf und eroberte die Städte Kalisch und Schwiebus. Für seine Führungsleistung erhielt er am 6. April 1945 per Dekret des Präsidiums des Obersten Sowjets einen Lenin-Orden sowie den Goldenen Stern und den Titel eines Helden der Sowjetunion zuerkannt. Nach dem Krieg wurde er im Juli 1945 zum stellvertretenden Oberbefehlshaber und ab Januar 1947 zum Oberbefehlshaber der südlichen Streitkräftegruppe ernannt. Seit Januar 1948 war er Leiter der Frunse-Militärakademie. Tzwetajew starb 1950 in Moskau und wurde auf dem Nowodewitschi-Friedhof beigesetzt.

### Auszeichnungen
- Orden des Hl. Stanislaus 3. Klasse mit Schwertern (1917)
- Orden der Heiligen Anna 4. Klasse (1917)
- 4 Rotbannerorden (7. August 1919, 26. November 1930, 3. November 1944, 1948)
- 3 Suworow-Orden I. Klasse (14. Februar 1943, 2. September 1944, 29. Mai 1945)
- Kutusoworden 1. Klasse (17. September 1943)
- Bogdan-Chmelnizki-Orden 1. Klasse (19. März 1944)
- 2 Leninorden (21. Februar und 6. April 1945)
- Medaille für Warschau 1939–1945